# Frihedens Butikscenter
Frihedens Butikscenter ligger i det sydlige Hvidovre og er et relativt stort butikscenter med mange forskellige butikker. Butikscentret har et salgsareal på 12.500 kvadratmeter. 
Det blev opført i 1970'erne og husede bl.a. den allerførste ISO.
Omkring 2000 blev centret moderniseret og kraftigt udvidet. Det betyder, at centret i dag indeholder de to store detailkæder Lidl og Føtex og mange mindre butikker.
I Frihedens Butikscenter kan man få stort set alt i de to supermarkeder og i de mange specialforretninger. Der er både tøj, legetøj, kæledyr, banker, posthus, elektronik, beværtninger og såmænd også det lokale bibliotek: Frihedens Bibliotek